# Schrotholzkirche
Eine Schrotholzkirche ist eine Holzkirche, die aus Schrotholz gefertigt ist. Diese Bauform mit tief heruntergezogenem und weit überstehendem Dach, mitunter mit gestauchtem seitlichen Umgang, ist eine vorwiegend aus Schlesien bekannte Bautechnik, die in verschiedenen Konstruktionsarten ausgeführt ist.

## Beispiele
Eine besonders große Schrotholzkirche befindet sich in der oberschlesischen Stadt Gliwice (Gleiwitz).
Die Kirche in Pniów aus dem Jahr 1506 brannte 1956 ab und wurde durch eine gemauerte ersetzt.
Die Schrotholzkirche in Poniszowice (Ponischowitz; 1936–45: Muldenau O.S.) soll nach Visitationsprotokollen von 1687 und 1987 bereits im Jahr 1175 gebaut worden sein und wurde im Jahr 1404 gründlich renoviert (Visitationsbericht von 1679). Neben der Kirche steht ein ebenfalls aus Schrotholz gebauter Glockenturm von 1520.
Die Schrotholzkirche St. Nikolaus in Wilcza geht auf einen Vorgängerbau von 1480 zurück. Der heutige Bau stammt aus der ersten Hälfte des 18. Jahrhunderts. Die Außenwände der Kirche sind aus Balken aufgebaut und wie das Dach mit Schindeln gedeckt. Außerdem wird das Langhaus von einem Dachreiter mit Zwiebelhaube bekrönt.
Eine Kirche aus dem 17. Jahrhundert steht noch immer in Stare Olesno (deutsch: Alt-Rosenberg) im Bezirk Oppeln. Die Magdalenenkirche (Kaltwasser) stammt aus dem 18. Jahrhundert.
Die älteste im tschechischen Mährisch-Schlesischen Kreis erhaltene Schrotholzkirche, die 1563 erbaute Fronleichnamskirche in Guty, wurde 2017 durch einen Brand völlig zerstört. Ihr Wiederaufbau ist geplant.
In Deutschland existieren Schrotholzkirchen in Wespen (Börde) und in Sprey (Oberlausitz).

## Bildergalerie

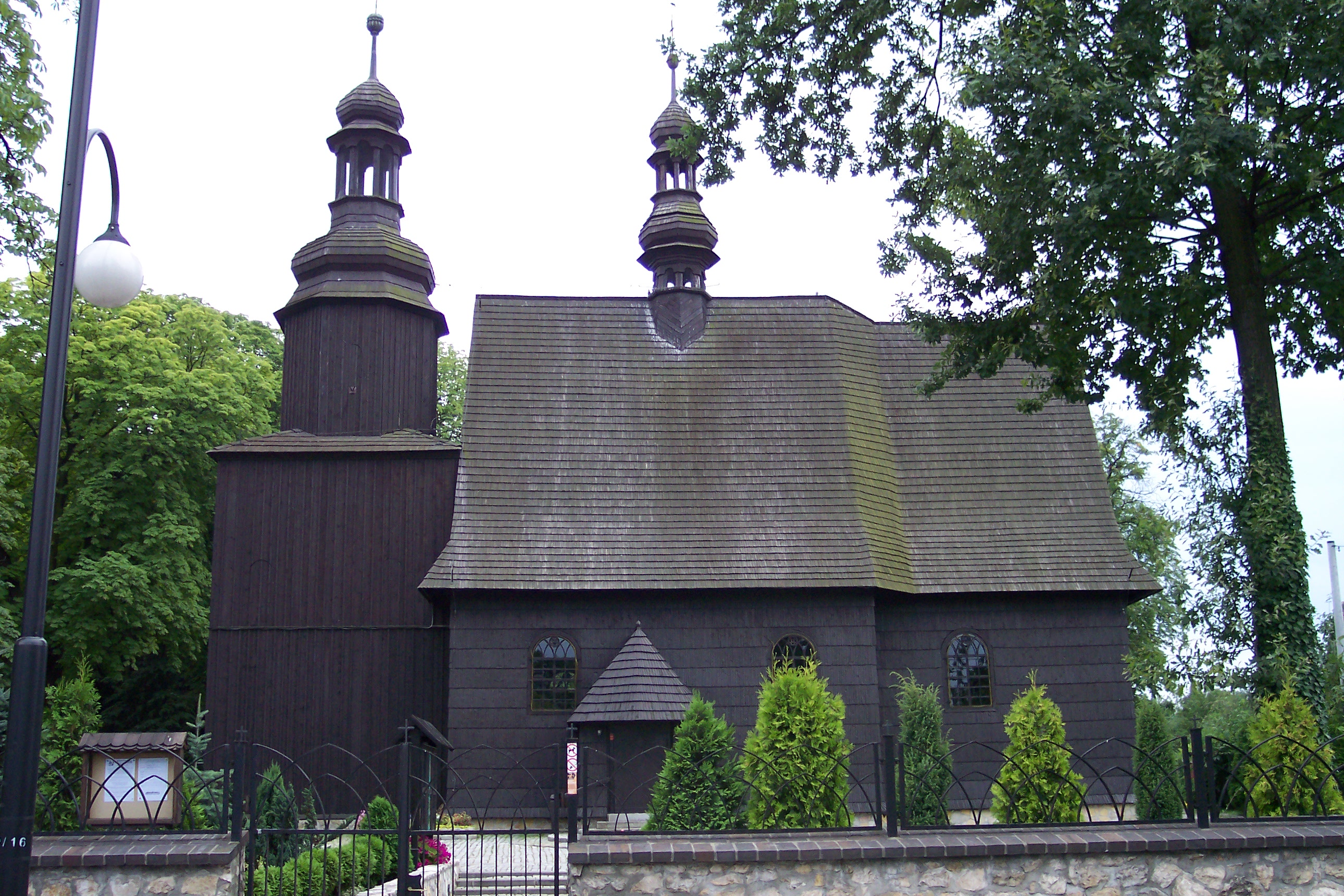
Mariä-Himmelfahrt-Kirche in Gliwice (Gleiwitz)
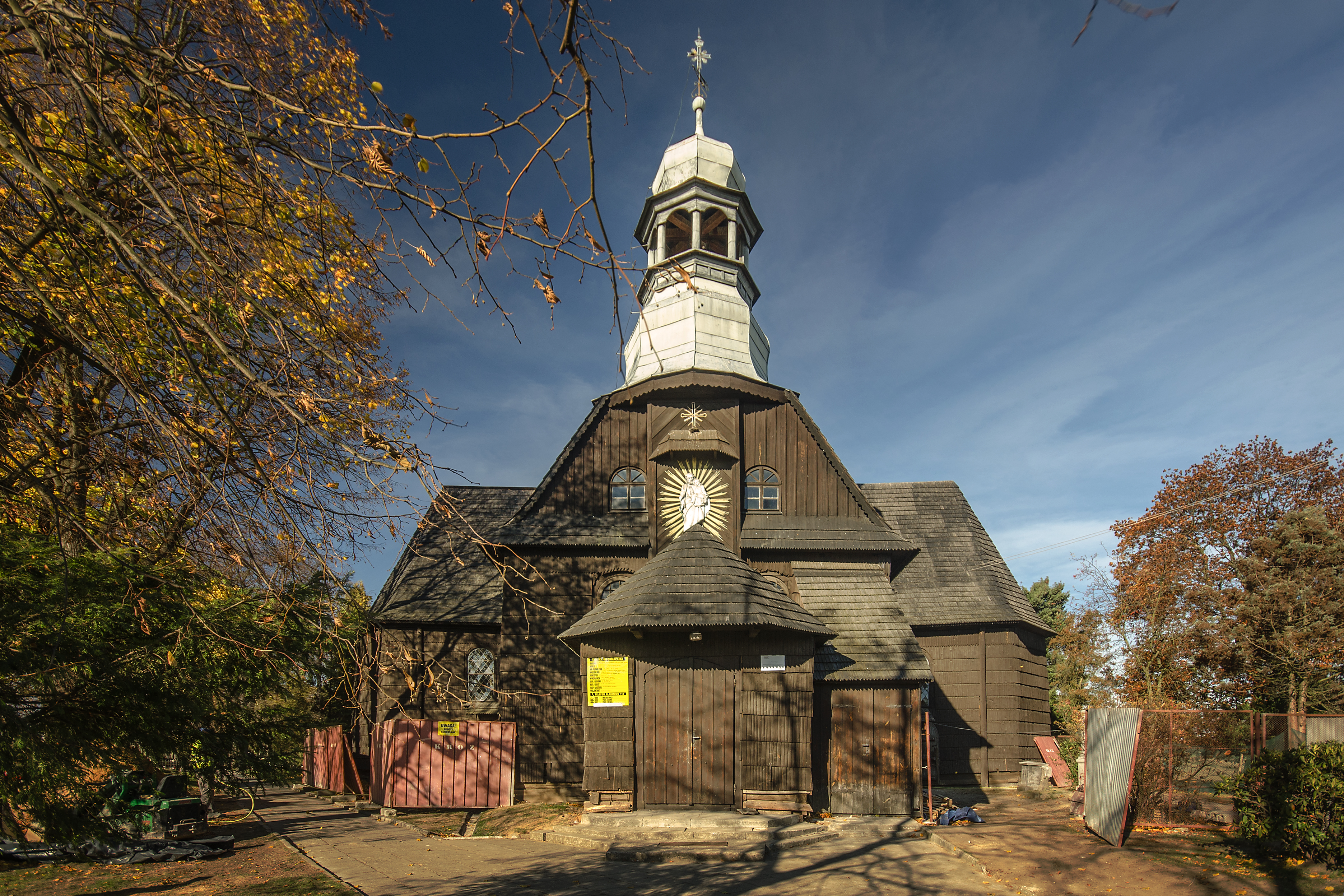
St. Josef in Baborów (Bauerwitz)
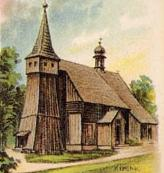
Schrotholzkirche in Polnisch Krawarn (1900)
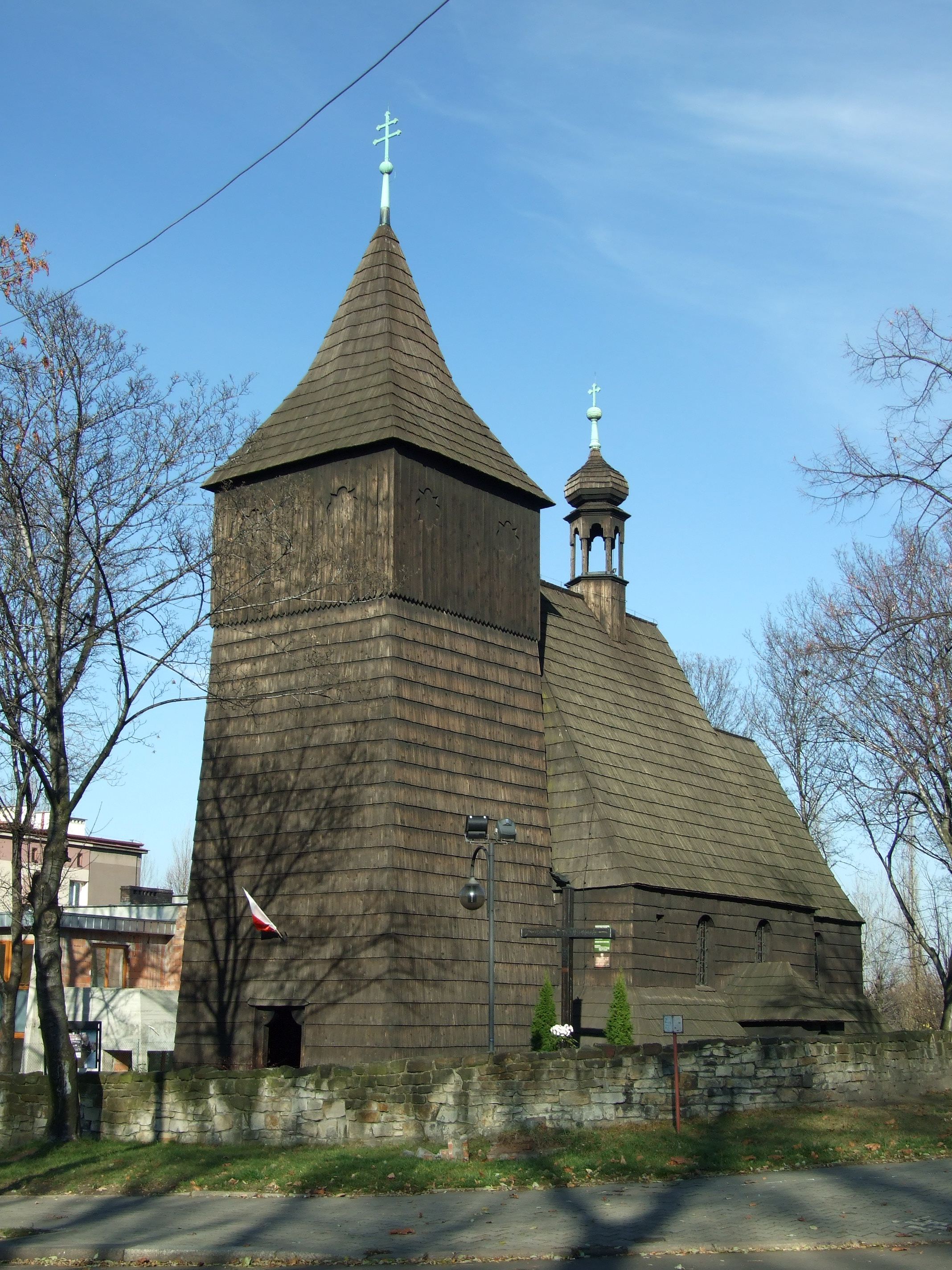
St. Laurentius aus Knurów, seit 1936 in Chorzów (Königshütte)
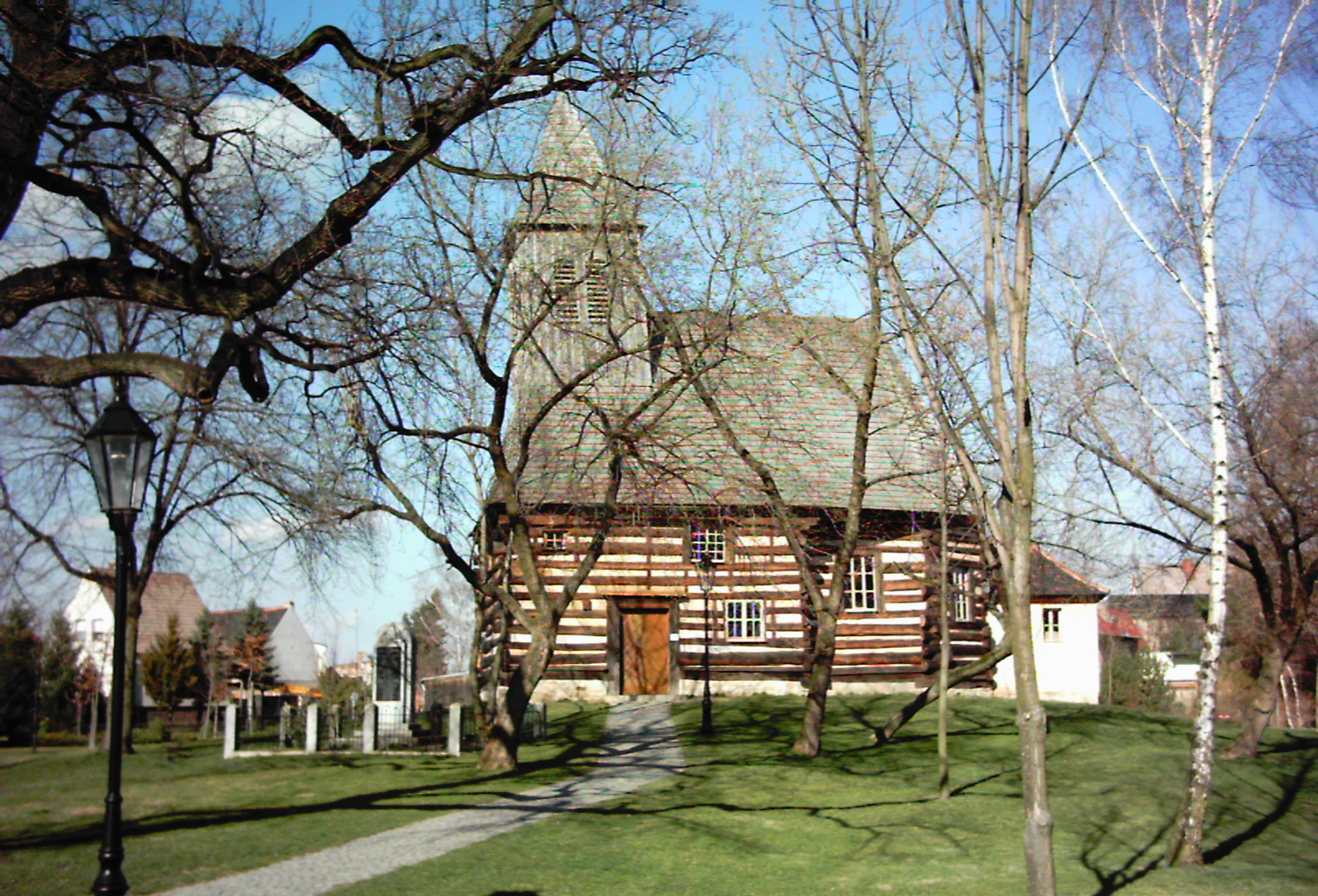
Kirche Wespen (Börde)
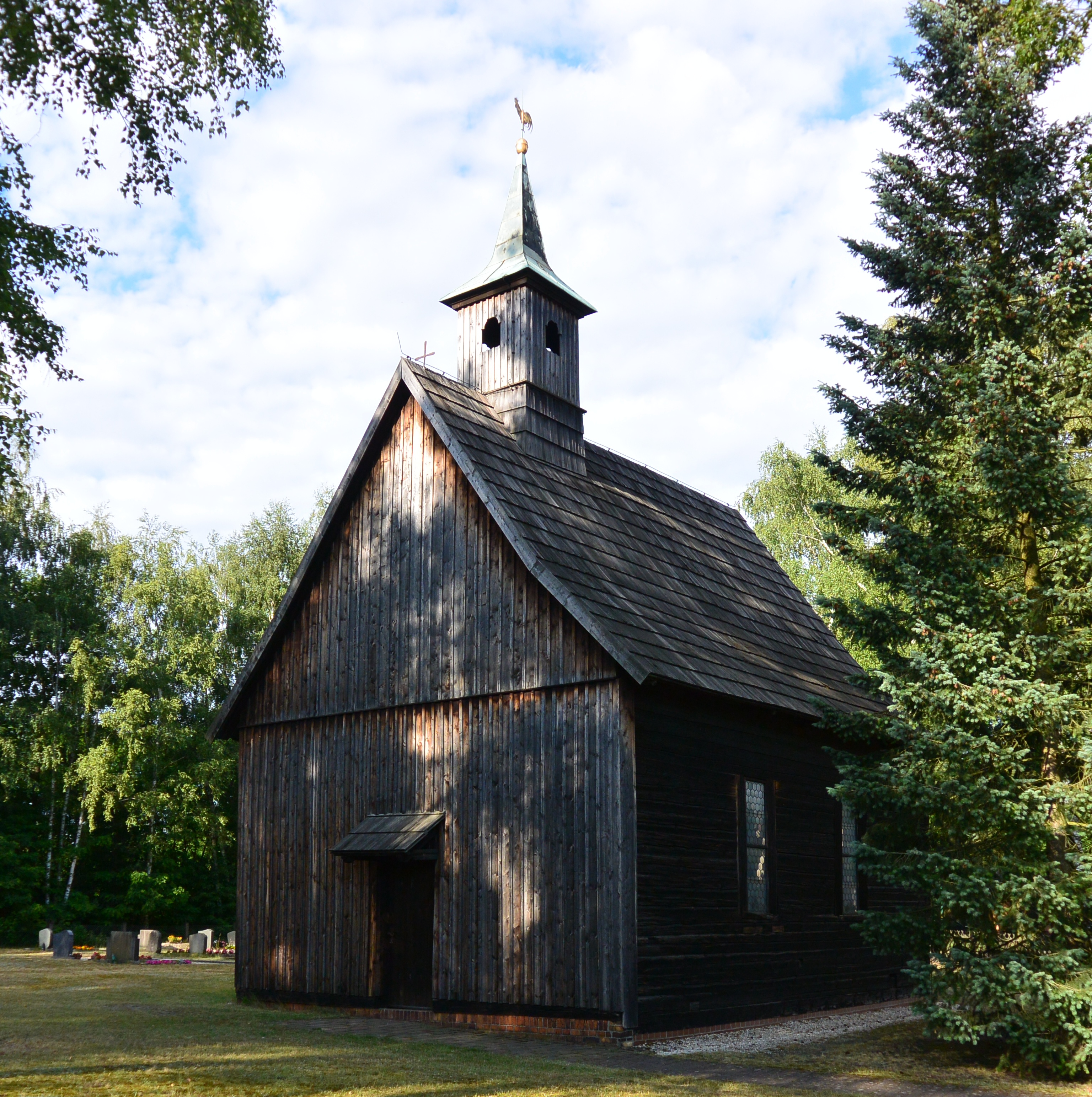
Kirche in Sprey (Oberlausitz)